# 4547 Massachusetts
4547 Massachusetts је астероид главног астероидног појаса са пречником од приближно 24,37 .
Афел астероида је на удаљености од 2,791 астрономских јединица (АЈ) од Сунца, а перихел на 2,435 АЈ.
Ексцентрицитет орбите износи 0,068, инклинација (нагиб) орбите у односу на раван еклиптике 18,005 степени, а орбитални период износи 1543,289 дана (4,225 године).
Апсолутна магнитуда астероида је 11,00 а геометријски албедо 0,118.
Астероид је откривен 16. маја 1990. године.